# Altenau (Oker, Wolfenbüttel)
Die Altenau ist ein 25 Kilometer langer Fluss in Niedersachsen, der im Elm nordöstlich von Eitzum entspringt und bei Halchter, einem Stadtteil von Wolfenbüttel, von rechts in die Oker mündet.

## Geographie

### Verlauf
Die Altenau entspringt nordöstlich von Schöppenstedt im Misch- und Laubwald des Elms und windet sich weitgehend naturnah Richtung Westen zu einem Taleinschnitt, wo sie auf Höhe des Naturfreundehauses nach Süden abknickt und von weiteren Quellen gespeist wird. Sie passiert Eitzum am östlichen Dorfrand und nimmt von rechts den die Hauptstraße kreuzenden Küblinger Triftbach und wenig später von links den Rotenbach auf. Südlich von Eitzum teilt sie sich in der Feldmark in zwei Arme, die sich oberhalb der Waldmühle wieder vereinigen.
Zwischen Waldmühle und dem Schöppenstedter Ortsteil Küblingen befindet sich eine auffällige Furt, in der der unbefestigte Feldweg auf etwa 20 Metern durch den Bach führt. Nach einem kurzen naturnahen Verlauf erreicht die Altenau Küblingen. Ab dort fließt sie in einem steingefassten Bett entlang der Wohnhäuser und einer ehemaligen Mühle. In Schöppenstedt teilt sie sich oberhalb des Marktes. Der rechte Arm führt überwiegend offen aber stark kanalisiert nördlich durch den Ort, während der südliche Arm nahezu vollständig überbaut ist. Am Marktplatz ist ein Abschnitt geöffnet und das Ufer mit Sitzstufen versehen worden. Beide Arme treten unterhalb des Marktplatzes bei der Stobenstraße wieder ans Licht.
Entlang des Friedhofs führt ihr Lauf zum Gelände der ehemaligen Zuckerfabrik und zur Kläranlage, die sie als Vorflut nutzt. Sie knickt nach Nordwesten zu den zwei früheren Klärteichen westlich der Banslebener Kuckucksmühle ab. Sie sind seit 1997 ein vom NABU gepachtetes Wasservogelreservat.
Zwischen der Asse und dem Heeseberg im Süden und dem Elm im Norden erstreckt sich eine nahezu waldlose Ackerflur, die etwa 25 Kilometer lange „Schöppenstedter Mulde“. Dort fließt die Altenau in einem etwa 500 Meter breiten Wiesental in Ost-West-Richtung. Im südlicher gelegenen mittleren Muldenteil vereinigt die Altenau eine Reihe von Bächen und durchzieht als regulierter, verhältnismäßig geradliniger Bach die Mulde.
Sie umfließt die Asse nördlich und folgt deren Höhenprofil westlich der ehemaligen Zuckerfabrik Dettum nach Südwesten. Sie ist ab dort bis zur Mündung der Grenzbach zwischen Wolfenbüttel und der Samtgemeinde Asse. Im weiteren Verlauf passiert sie die Wendesser Mühle und den Ort Wendessen, wo sie von der Bundesstraße 79 überquert wird. Unterhalb von Klein Denkte knickt sie zwischen der Erhebung Buschkopf und dem Ösel nach Südosten ab und unterquert die historische Donnerburgbrücke. Nach einem weiteren Knick Richtung Südwesten tritt sie südlich des Ortsteils Linden in die Okeraue ein, die nördlich der Altenau als Segelfluggelände Große Wiese genutzt wird, und erreicht die Oker.

### Einzugsgebiet
Die Altenau entwässert zusammen mit der Schunter das Elmgebiet und die Schöppenstedter Mulde zur Oker, die zum Einzugsgebiet der Weser gehört. Die Quelle der Altenau liegt unmittelbar nördlich und westlich der Wasserscheide zwischen Weser und Elbe. Der bei Eitzum von links mündende Rotenbach gehört noch zum Wesergebiet, während der weiter östlich verlaufende Bremsenbach/Manebeek bei Groß Dahlum sowie die anderen südöstlich von Schöppenstedt und beim Heeseberg fließenden Bäche zum Großen Graben oder zur Schöninger Aue streben, die über Bode und Saale zur Elbe abfließen.

### Zuflüsse
Name in den Niedersächsischen Umweltkarten, GKZ, Zuflussrichtung und Mündungsgebiet:
- Küblinger Triftbach, (GKZ 482612), rechts, in Eitzum
- Rotenbach, (GKZ 482614), links, bei Eitzum
- Schliestedterbach, (GKZ 482616), links, Schöppenstedt Bahnhof
- Wobenitz, (GKZ 482618), links, Schöppenstedt Kläranlage
- Sauerbach, (GKZ 48262), rechts, Bansleben Kuckucksmühle
- Graben, (GKZ 482632), links, bei Groß Vahlberg
- Neindorfer Bach, (GKZ 482634), links, bei Groß Vahlberg
- Breiter Beek, (GKZ 482636), rechts, bei Weferlingen
- Silbeek, (GKZ 482638), links, bei Mönchevahlberg
- Hachumer Bach, (GKZ 48264), rechts, Dettum Bahnstrecke
- Kreuzbergbach, (GKZ 482654), links, Nordrand Asse
- Riehe, (GKZ 482656), links, Nordrand Asse
- Falkenheimbach, (GKZ 482658), links, Nordrand Asse
- Ahlumer Bach, (GKZ 48266), rechts, Wendesser  Mühle
- Denktergraben, (GKZ 482674), links, Wendessen
- Quaelenberggraben, (GKZ 482676), links, Wendessen
- Rote Schanzebach, (GKZ 482678), rechts, Nordrand Asse
- Rothebach, (GKZ 48268), links, Klein Denkte
- Beekgraben, (GKZ 482694), links, Segelflugplatz
- Bruchangergraben, (GKZ 482696), links, Segelflugplatz Bahnstrecke

### Schöppenstedter Mulde
Die Schöppenstedter Mulde ist eine naturräumliche Einheit des Ostbraunschweigischen Hügellands mit der Ordnungszahl 512.13. Die Oberflächenform der Mulde wird durch die von den Elmbergen herabstreichenden Keuperschichten geprägt. Der gesamte Muldenkern wird von einer 0,50 bis 2,0 Meter mächtigen Lössdecke – vorherrschend Lösslehm – überzogen. Es liegen hier reine Schwarzerdeböden vor, beste Ackerböden mit hoher Fruchtbarkeit. Dies erkannten Menschen bereits in vorgeschichtlicher Zeit und ließen sich hier nieder. Ihre Spuren lassen sich an vielen Flurstellen bis zurück in die Steinzeit nachweisen. Archäologische Funde und urkundliche Überlieferungen lassen erkennen, dass in diesem Gebiet früher mehr Ortschaften bestanden haben als gegenwärtig. Es können 18 Wüstungen nachgewiesen werden.
Seit etwa 1400 bestand bereits westlich von Wolfenbüttel eine alte ausgebaute Handelsstraße von Hildesheim, die von da an in zwei Richtungen ostwärts fortgeführt werden sollte. Die südlichere lief über die nördlichen Uferhöhen der Altenau an Wendessen, Ahlum, Dettum, Eilum und Bansleben vorbei. Im Zusammenhang mit dieser Straße entstanden wahrscheinlich auch die mittelalterlichen Burgen Weferlingen und Bansleben. Als man 1842 die Eisenbahn von Wolfenbüttel nach Oschersleben (53 Kilometer lang) plante, entschloss man sich bei der Streckenführung auch für das Tal der Altenau. Die Gleisstrecke folgte den Muldentiefen zwischen Elm und Asse.

## Gewässerqualität
Der Oberlauf der Altenau ist zwar weitgehend naturnah, in ihrem Verlauf durch die Lössbörde ist sie vollkommen naturfern strukturiert. Die Ufer sind über Kilometer schattenlos, was die Vielfalt der Vegetation behindert. Außerdem waren Anfang der 2000er Jahre noch zahlreiche Sohlabstürze vorhanden, die später abschnittsweise beseitigt wurden. Der Einzugsbereich der Ackerflächen mit ihren Lössboden führen zu einem dauerhaften Eintrag von Düngemitteln in das Gewässer. Die biologische Qualität des Gewässers wird im Oberlauf auch wegen ihres Artenreichtums mit „sehr gut“, im Weiteren jedoch insgesamt als „gut“ bis „befriedigend“ bewertet. Die Gewässergüte wird bei Wendessen überwacht.

## Wirtschaftliche Nutzung

### Schifffahrt im 16. Jahrhundert
Die Regulierung des Bachlaufs entstand nicht wie üblich nach der Flurbereinigung im 19. Jahrhundert, sondern bereits im 16. Jahrhundert. Herzog Julius holte den niederländischen Wasserbaumeister Wilhelm de Raet und verpflichtete ihn, die Oker auszubauen, die Altenau und die Wabe zu regulieren, um sie mit Flößen befahren zu können. Eine Überlieferung von 1577 besagt, dass die Durchführung sehr schwierig sei – es fehle am Gelde – Facharbeiter müssten aus den Niederlanden herangezogen werden. Nur einiges sei bisher geschaffen, so sei „die Altenau auf einer Länge von 12 km begradigt, deren Flussbett auf 30 m verbreitert, in welchem Flöße mit Holz und Kalk aus dem Elme zur Oker gelangen könnten“. Ein eingebautes Stauwehr bei Dettum sorge für die erforderliche Wassertiefe. Eine Fortsetzung dieser Arbeiten sollte 1590 unter Herzog Heinrich Julius, einem Sohn des Herzogs Julius, erfolgen. 1601 wurde jedoch nur eine „Verbesserung des Schifffahrtskanales“ vorgenommen. Aber nicht nur für die Fluss-Schifffahrt war diese Schöppenstedter Mulde interessant.

### Wassermühlen
In dem Gebiet mit einem hohen Anteil an Weizenproduktion entwickelten sich schnell Mühlenbetriebe, die als Wassermühlen seit dem 12. Jahrhundert urkundlich genannt werden. In Eitzum bestanden bis zu vier Wassermühlen. Noch heute sind die Namen Waldmühle bei Küblingen, Kuckucksmühle bei Bansleben und die Wendesser Mühle
vorhanden. Eine aktive Nutzung der Wasserkraft findet aktuell nicht mehr statt. Die Altenauquerung an der Kuckucksmühle steht unter Denkmalschutz.

### Zuckerfabriken
Seit dem 19. Jahrhundert wurde die Zuckerrübe zu einer attraktiven Feldfrucht insbesondere auf den fruchtbaren Lössböden der Schöppenstedter Mulde. Entsprechend entstanden Zuckerfabriken in Schöppenstedt und Dettum, die ihre Abwässer früher ungeklärt, seit der Mitte des 20. Jahrhunderts gereinigt in die Altenau leiteten, was eine hohe Belastung darstellte. Neben der Abwasserentsorgung war die Anbindung an die Eisenbahnstrecke ein deutlicher Standortvorteil. Die Klärteiche der Zuckerfabrik in Schöppenstedt werden nach der Schließung als Vogelreservat genutzt.